# Mount Brandon
Der Mount Brandon (Irisch: Sliabh Bhreandáin oder Cnoc Bréanainn) ist ein 952 Meter hoher, die Dingle-Halbinsel im Westen Irlands dominierender Berg. Mit Cummeennagnauv (irisch Coimín na gCnámh 891 m ASL) und Brandon Peak (irisch Barr an Ghéaráin 840 m) besitzt er zwei Nebengipfel.
Der Mount Brandon spielt eine wichtige Rolle in mehreren irischen Mythen. Hier wurde (neben dem Croagh Patrick) der Sitz des Fruchtbarkeitsgottes Crom Dubh (Der schwarze Gebeugte) vermutet. Er wurde hier in Erntedankfesten verehrt. Brendan der Reisende soll am Berg gelebt haben und von hier aus zu seiner Reise über den Atlantik aufgebrochen sein. Der Name des Berges wird auf ihn zurückgeführt.
Der Berg kann über mehrere Wanderrouten von allen Seiten bestiegen werden. Da er direkt am Meer und im Einzugsgebiet des Golfstroms liegt, ist er im Winter nur selten schneebedeckt. Allerdings kann bei kalter, nördlicher Luftströmung für einige Tage Schnee liegen bleiben. Es wachsen dort keine Bäume, nur Farn und Gräser. Der Gipfel ist oft in Wolken gehüllt, so dass die Sichtweite nur 1 bis 2 Meter beträgt. Bei schönem Wetter gilt der Mount Brandon aber als guter Aussichtsberg.

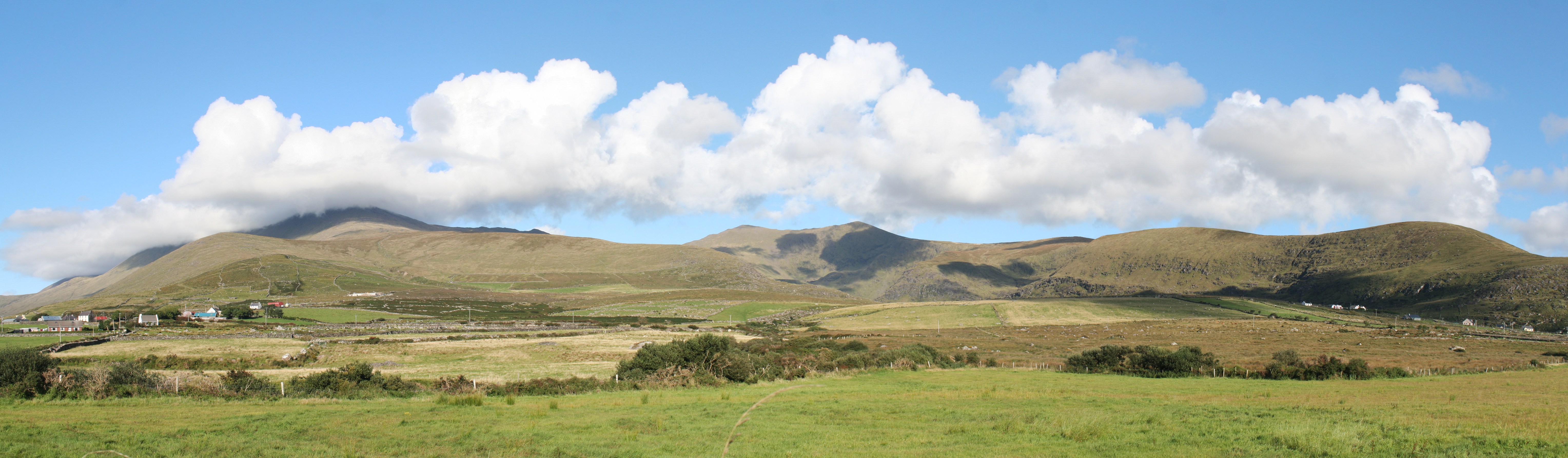
Mount Brandon und seine Nebengipfel von Westen

## Weblink
- Mount Brandon auf Summitpost.org